# Marian Hofbauer
Marian Hofbauer (ur. 20 września 1903 w Stryju, zm. 27 września 1985 w Sandomierzu) – podoficer Wojska Polskiego, kawaler Orderu Virtuti Militari.

## Życiorys
Był synem Adama i Mieczysławy. Jako absolwent Szkoły Przemysłowej Uzupełniającej w Stryju uzyskał dyplom czeladnika (1924) i przez pewien czas pracował w zakładzie ślusarsko-mechanicznym w Buczaczu; potem zatrudnił się na kolei. Powołany do zasadniczej służby wojskowej, odbył ją w Przemyślu, by pozostać następnie w Wojsku Polskim jako podoficer 2 Pułku Piechoty Legionów w Pińczowie. W sierpniu 1928 ukończył kurs majstrów rusznikarskich w warszawskiej Szkole Zbrojmistrzów, a po zdanym w 1936 uzyskał dyplom majstra wojskowego. W międzyczasie jego pułk przeniósł się do Sandomierza (1931).
W chwili wybuchu II wojny światowej pułk, w którym służył Hofbauer, wchodził w skład 2 Dywizji Piechoty Legionów (w Armii "Łódź"); Hofbauer uczestniczył w walkach na odcinku Księży Młyn-Rozprza, potem w rejonie Borowej Góry, wreszcie w obronie twierdzy Modlin. Po kapitulacji Modlina przez miesiąc przebywał w obozie w Mławie; zwolniony, powrócił do Sandomierza i otworzył zakład ślusarski przy ulicy Puławiaków 3, gdzie wykorzystując umiejętności rusznikarskie zajmował się naprawą broni dla żołnierzy Armii Krajowej.
Po wojnie Hofbauer nadal prowadził zakład w Sandomierzu, a zatrudniając 15 osób był największym prywatnym pracodawcą w mieście. W latach 50., po obciążeniu wysokim domiarem podatkowym, zmuszony został do likwidacji zakładu; został wówczas kierownikiem utworzonej w jego miejsce spółdzielni inwalidów. Jeszcze raz podjął samodzielną działalność w latach 60., otwierając zakład mechaniczny, który prowadził do 72. roku życia. Był społecznym działaczem Cechu Rzemiosł.
W 1970 został odznaczony Krzyżem Orderu Virtuti Militari V klasy, posiadał także Medal „Za udział w wojnie obronnej 1939” oraz Odznakę Pamiątkową 2 Pułku Piechoty Legionów. Z małżeństwa z Heleną Baniszewską miał dwoje dzieci. Zmarł we wrześniu 1985, pochowany został na sandomierskim cmentarzu na Krukowie.